# هيلر للطائرات
هيلر للطائرات (بالإنجليزية: Hiller Aircraft)‏ هي شركة أمريكية لصناعة الطائرات، أسسها ستانلي هيلر في عام 1942، لغرض لصناعة وتطوير المروحيات، عرفت عند تأسيسها باسم باسم هيلر للصناعات. يقع مقرها في فايرباوغ، فريسنو، كاليفورنيا.

## التاريخ
‘’’هيلر للطائرات’’’ تأسست شركة ‘’ستانلي هيلر لتطوير المروحيات’’ في عام 1942،في عام 1948 تم تغيير اسمها إلى هيلر لطائرات الهليكوبتر، والتي اشترتها فيرتشايلد في عام 1964، اشتركت في تطوير عدد من نماذج المروحيات. أعاد ستانلي هيلر شراء الشركة في عام 1973.

## طائرات هيلر
قائمة طائرات هيلر :
- هيلر XH-44
- هيلر X-2-235
- هيلر J-5
- هيلر UH-4 "Commuter"
- هيلر UH-5B "Rotormatic"
- هيلر UH-12 (HTE-1, OH-23)
- هيلر HH-120 "Hornet"
- هيلر HJ-1
- المنصة الطائرة VZ-1 Pawnee
- YH-32 Hornet (YH-32, HOE-1, YH-32 ULV)
- هيلر أوتوجايرو
- هيلر ROE-1
- هيلر ROE-1
- هيلر ROE-1
- Fairchild Hiller FH-1100
- Fairchild Hiller FH-227

تبرعت شركة ستانلي هيلر باموال وعدد من الطائرات لتأسيس متحف طيران هيلر في سان كارلوس بكاليفورنيا، والذي افتتح في عام 1998.